# Mon (delstat)
För andra betydelser, se Mon.
Mon (burmesiska: မွန်ပြည်နယ်) är en delstat i Myanmar i den södra delen av landet. Antalet invånare utgjorde 2 054 393 vid folkräkningen den 29 mars 2014, och delstaten omfattar en areal av 12 296,6 kvadratkilometer. Mon gränsar till delstaten Karen i norr, Thailand i sydost, regionen Tanintharyi i söder samt regionen Bago i nordväst.

## Geografi
Den största staden i Mon är huvudstaden Mawlamyine.

### Distrikt
Delstaten Mon består av två distrikt:
| Nr | Distrikt            | Folkmängd |
| -- | ------------------- | --------- |
| 1  | Mawlamyine District | 1 232 221 |
| 2  | Thaton District     | 822 172   |

### Kommuner
Delstatens två distrikt består av tio kommuner (engelska: townships):
- Mawlamyine:
  - Chaungzon
  - Kyaikmaraw
  - Mawlamyine
  - Mudon
  - Thanbyuzayat
  - Ye
- Thaton:
  - Bilin
  - Kyaikto
  - Paung
  - Thaton

## Politik
Enligt Burmas konstitution så ligger den verkställande makten hos en Chief Minister som utses av Burmas president. Innan denne utses måste personen bekräftas av delstatens parlament, Mon State Hluttaw. Mons senaste Chief Minister är Aye Zan från Nationella demokratiska förbundet som utnämndes den 3 mars 2017.
Delstatens parlament är en enkammarförsamling med 31 ledamöter som delas upp i tre grupper beroende på hur de är valda. 20 ordinarie ledamöter är valda i enmansvalkretsar motsvarande delstatens 10 kommuner (engelska: township) och varje kommun är delad i två valkretsar. 3 ledamöter utgör så kallade Ethnic Affairs Ministers och varje ledamot representerar och väljs av en etnisk minoritet (landets myndigheter avgör vilka folkgrupper utgör en nationell etnisk minoritet) vars befolkning utgör mer än 0,1 % av statens befolkning. I delstaten Mon representeras folkgrupperna bamar, karen och pa'o av varsin Ethnic Affairs Minister. Monfolkets intressen anses av regeringen vara representerade då delstaten utgörs av områden där monfolket är i majoritet. Slutligen äger Burmas militär rätten att utse parlamentsledamöter motsvarande en fjärdedel av parlamentets antal (det vill säga, ordinarie ledamöter samt de tre Ethnic Affairs Ministers) och i Mons parlament utgör antalet militära parlamentsledamöter åtta stycken.
Det senaste valet till Mon State Hluttaw hölls den 8 november 2015, och då vann Nationella demokratiska förbundet (NLD) 16 av de ordinarie 20 mandaten samt alla tre val till Ethnic Affairs Ministers för ett totalantal av 19 av 31 mandat och därmed egen majoritet i parlamentet. Resterande mandat gick till Mon National Party (2 mandat) Förenade solidaritets- och utvecklingspartiet (1 mandat) och All Mon Regions Democracy Party (1 mandat).

## Infrastruktur
I Mon ligger flygplatserna Mawlamyine Airport och Ye Airport.

## Demografi
Vid folkräkningen den 29 mars 2014 uppgick folkmängden till 2 054 393, varav 987 392 män (48,06 %) och 1 067 001 kvinnor (51,94 %). 72 % av befolkningen levde på landsbygden och 28 % bodde i områden som klassificeras som stadsområden eller urbaniserade av General Administration Department. Delstatens befolkning utgjorde vid folkräkningstillfället 4,0 % av hela Burmas befolkning.
Mons befolkning fördelades på 422 612 hushåll, och genomsnittsstorleken på ett hushåll var 4,6 personer.
- Befolkningens medianålder: 26,7 år
- Läs- och skrivkunnighet bland personer 15 år och äldre: 86,6 %
  - Hos män: 89,5 %
  - Hos kvinnor: 84,2 %
- Könsfördelning: 93 män per 100 kvinnor.
- Åldersfördelning:
  - 0-14 år: 31,2 %
  - 15-64 år: 62,3 %
  - 65 år och äldre: 6,5 %

Siffror tagna från folkräkningen 2014.

### Befolkningsutveckling
| Befolkningsutvecklingen i Mon 1973–2014                     | Befolkningsutvecklingen i Mon 1973–2014 | Befolkningsutvecklingen i Mon 1973–2014 | Befolkningsutvecklingen i Mon 1973–2014 | Befolkningsutvecklingen i Mon 1973–2014 |
| ----------------------------------------------------------- | --------------------------------------- | --------------------------------------- | --------------------------------------- | --------------------------------------- |
|                                                             |                                         |                                         |                                         |                                         |
| År                                                          |                                         |                                         | Folkmängd                               |                                         |
| 1973                                                        | 1973                                    |                                         | 1 314 224                               |                                         |
| 1983                                                        | 1983                                    |                                         | 1 680 157                               |                                         |
| 2014                                                        | 2014                                    |                                         | 2 054 393                               |                                         |
| Anm: Befolkning enligt folkräkningarna 1973, 1983 och 2014. |                                         |                                         |                                         |                                         |

### Religion
Vid folkräkningen 2014 fördelades den räknade befolkningen på följande sätt i avseende på religion:
- Buddhism: 1 901 667  (92,6 %)
- Islam: 119 086 (5,8 %)
- Hinduism: 21 076 (1,0 %)
- Kristendom: 10 791 (0,5 %)
- Animism: 109 (0,0 %)
- Övriga religioner: 1 523 (0,1 %)
- Ingen religion: 141 (0,0 %)